# Lugon-et-l'Île-du-Carnay
Lugon-et-l'Île-du-Carnay é uma comuna francesa na região administrativa da Nova Aquitânia, no departamento da Gironda. Estende-se por uma área de 10,91 km². Em 2010 a comuna tinha 1 338 habitantes (densidade: 122,6 hab./km²).